# مافيش تفاهم (فلم)
مافيش تفاهم هو فيلم مصري عرض عام 1961، بطولة سعاد حسني وحسن يوسف، ومن إخراج عاطف سالم.

## قصة الفيلم
شحاتة أفندي رب أسرة تعيش في مدينة بورفؤاد ببورسعيد، تتكون من ليلى وسمير التلميذ وعصمت هانم التي تمارس سلطانها على أفراد الأسرة، ومن أجل التخلص من سطوتها، يتردد الزوج كثيرًا على المقهى. تلتقي الابنة ليلى بالدكتور سامي، وتتكرر اللقاءات، أما الابن سمير فهو مراهق يحب جارته سلوى التي ترتدي ملابس فاتنة في غرفتها، وتؤدي الألعاب الرياضية، يحدث كل هذا دون علم عصمت هانم، يصاب الأب بمرض، ويفتقده الأصدقاء، فيأتون لزيارته، تطلب ليلى من أبيها البقاء مريضًا كي ينال اهتمام الأم وكي يقوم سامي بزيارة المنزل، لكن الأم ترفض. تعرف أن سامي ليس طبيبًا، وأنه دكتور في الهندسة. وتصدم لأنه قام بالكشف على أبيها، تحس الأم بأنها لا تتفاهم مع الأبناء فتقرر أن تغير من سلوكها، ويلتئم شمل الأسرة، وتتزوج ليلى من سامي.

## طاقم التمثيل
- سعاد حسني: (ليلى)
- حسن يوسف: (الدكتور سامي)
- حسين رياض: (شحاتة أفندي)
- علوية جميل: (عصمت هانم)
- زينات صدقي: (الست شلبية - الخادمة)
- أحمد الحداد: (عصفور)
- نبيلة عبيد: (سلوى)
- أحمد شكري: (أبو الفتوح)
- مختار أمين: (سمير)
- عبد الغني النجدي: (حسين)
- عباس الدالي: (زبون القهوة)
- ليندا بدوي: (عضوة جمعية البيت السعيد)
- وجدي العربي: (طفل)
- زكي إبراهيم: (الطبيب)
- عبد المنعم إسماعيل: (عبد التواب الحانوتي)
- علي كامل: (زبون القهوة)
- محمد أبو السعود: (سيد أفندي)
- بندق حسن: (فرج ماسح الأحذية)
- إدمون تويما: (إسطاولو)
- محمد شوقي: (الشيخ بسيوني)

## فريق العمل
- إخراج: عاطف سالم
- تأليف: نيروز عبد الملك
- مدير التصوير: برونو سالفي، كمال كريم
- مونتاج: حسنوف
- موسيقى تصويرية: علي إسماعيل
- إنتاج: أفلام حلمي رفلة
- توزيع: دولار فيلم